# Nicholas Wood
Nicholas Wood (24 de abril de 1795 - 19 de diciembre de 1865) fue un ingeniero de locomotoras de vapor y minería inglés. Contribuyó a idear y diseñar numerosos avances tanto en ingeniería como en seguridad minera, interviniendo en la creación del Instituto de Ingenieros de Minas y Mecánicos del Norte de Inglaterra, ocupando el cargo de Presidente desde su inauguración hasta su muerte.

## Primeros años
Nicholas Wood nació en Sourmires, en la parroquia de Ryton, entonces condado de Durham, hijo de Nicholas y Ann (nacida Laws) Wood. Nicholas sénior fue el ingeniero en la mina de carbón Crawcrook Colliery. Nicholas júnior asistió a la escuela de la aldea en Crawcrook y comenzó a trabajar en 1811 en la mina de carbón de Killingworth como aprendiz de supervisor de minería, al mando de Ralph Dodds. Wood finalmente se convirtió en el supervisor, o gerente de la mina, en la mina de Killingworth en 1815. Allí trabajó con un socio cercano del ingeniero George Stephenson, ayudándolo a desarrollar su versión de la lámpara de seguridad y haciendo considerables contribuciones técnicas al desarrollo de su locomotora Blücher. Al principio de su carrera, George Stephenson comenzó a desarrollar una revolucionaria lámpara de seguridad, pero fue Wood, ya un mecánico consumado, quien realizó el diseño con el que se fabricaría la lámpara "Geordie", bajo la supervisión del inventor. Fue Nicholas Wood quien realmente diseñó el sistema de accionamiento de las válvulas de la Blücher de Stephenson, con excéntricas añadidas al eje. La mayoría de los engranajes de las válvulas, incluido irónicamente el engranaje Stephenson, se basaron en el uso de excéntricas, aunque no así en las simples excéntricas de deslizamiento de Wood. También realizó en 1818 una serie de experimentos sobre resistencia a la rodadura, lubricación y resortes de acero laminado para locomotoras. En 1823 acompañó a Stephenson a la reunión con Edward Pease en Darlington, en la que Pease fue convencido de usar locomotoras en el Ferrocarril de Stockton y Darlington y puso a Stephenson a cargo de su construcción. Wood y Stephenson permanecieron en contacto cercano durante toda su vida, y George Stephenson incluso envió a su hijo, Robert Stephenson, a trabajar como aprendiz de Wood, con quien desarrolló sus notables aptitudes.

## Carrera
Hacia 1825 había ganado suficiente reputación y experiencia en el diseño y prueba de locomotoras, de manera que ese mismo año pudo publicar su influyente libro Un tratado práctico sobre ferrocarriles y comunicación interior, en el que analizó los diversos tipos de "potencia motriz" entonces en uso: rampas contrapesadas por gravedad, rampas dotadas con motores de vapor fijos, caballos de tiro y locomotoras de vapor. También fue invitado a informar ante los comités de ambas cámaras del parlamento sobre el proyecto de ley del Ferrocarril de Liverpool y Mánchester y luego fue designado como uno de los tres jueces, junto con John Rastrick y John Kennedy, en los posteriores ensayos de Rainhill de 1829. Volvió a publicar su libro, considerablemente ampliado por los informes y la discusión de los juicios, como una segunda edición en 1831. Una tercera edición apareció en 1838.
En 1832 participó en la construcción del Ferrocarril de Newcastle y Carlisle y en 1845 se convirtió en director del Ferrocarril de Newcastle y Berwick. Wood también tuvo la oportunidad de mostrar su conocimiento geológico de Northumberland, cuando la Sociedad para la Difusión del Conocimiento Útil celebró una sesión en Newcastle. Con los años, su popularidad fuera del norte de Inglaterra creció, y, cuando se produjo un grave accidente minero en la mina St. Hilda, South Shields, en el que murieron cincuenta personas, se publicó un informe considerando la falta de seguridad en las minas, para lo que resultó vital el conocimiento de Wood sobre la seguridad en la minería del carbón. Esto le llevaría a convertirse en uno de los hombres que fundaron el Instituto de Ingenieros de Minas del Norte de Inglaterra, que más adelante se convertiría en el Instituto de Ingenieros de Minas y Mecánicos del Norte de Inglaterra.

## Instituto de Ingenieros de Minas y Mecánicos del Norte de Inglaterra
En 1844 Wood se convirtió en socio de la compañía propietaria de la mina de carbón Hetton y se mudó a Hetton Hall como gerente. También tenía intereses en varias otras empresas y negocios locales. Fue uno de los observadores 3n la fundación del Instituto de Ingenieros de Minas del Norte de Inglaterra en 1852 y fue nombrado su primer presidente. Hizo campaña para fundar un Colegio de Ciencias Físicas en Newcastle, que finalmente se concretó en 1871 después de su muerte, y fue el precursor de la Universidad de Newcastle. En 1857, publicó otro trabajo sobre seguridad minera, Sobre el transporte de carbón bajo tierra en fosas, que se leía en las reuniones mensuales del Instituto. En 1864 Wood fue nombrado miembro de la Royal Society. 
Se casó con Maria Lindsay de Alnwick en 1827; tuvieron cuatro hijos y tres hijas. Con problemas de salud durante algunos meses, murió mientras visitaba Londres durante sus consultas médicas el 19 de diciembre de 1865. Fue enterrado en Hetton. Sus cuatro hijos se hicieron famosos en la industria del carbón; el más joven, Sir Lindsay Wood, se convirtió en presidente de las minas de carbón de Hetton después de la muerte de su padre, siendo nombrado baronet. 

## Legado

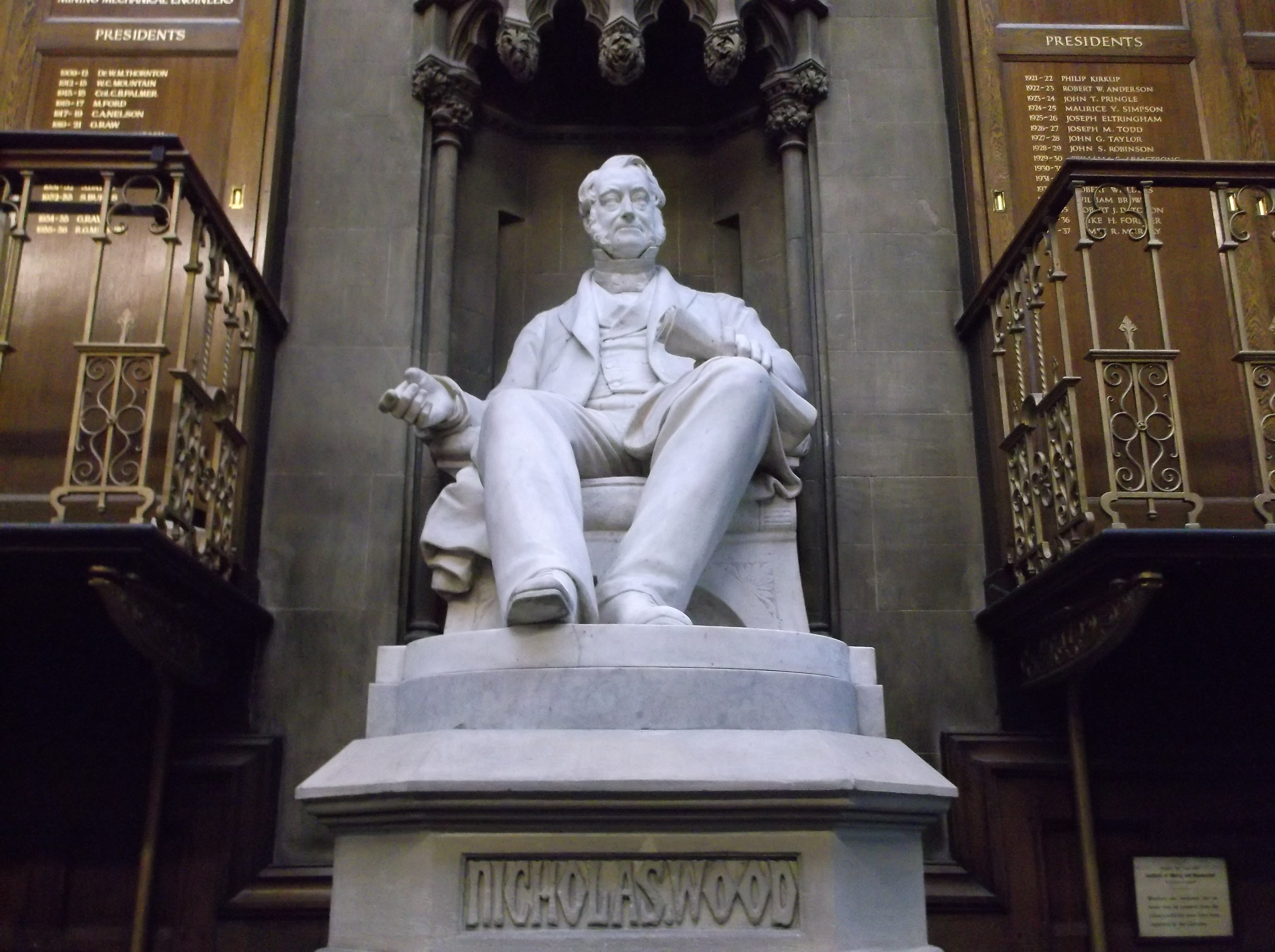
Estatua de Nicholas Wood

En 1871, en honor a Nicholas Wood, el Neville Hall del Instituto de Ingenieros Mecánicos del Norte de Inglaterra pasó a llamarse Wood Memorial Hall. Planificado para abrirse el 5 de agosto de 1871, en el decimonoveno aniversario de su fundación, la apertura se retrasó debido a que la institución estuvo en huelga durante cuatro meses. El Salón fue reabierto con éxito el 2 de julio de 1872, y fue considerado por muchos de los miembros como un testimonio digno de la memoria de Nicholas Wood. Dentro del edificio, hay una estatua monumental de Nicholas Wood que preside la biblioteca, montada en la parte superior de un trono en el escenario de un iconostasio.

## Publicaciones
- Wood, Nicholas (1825). A Practical Treatise on Rail-roads and Interior Communication in General. London:Knight & Lacey.
- Wood, Nicholas (1855) Sobre el transporte subterráneo de carbón en pozos (Newcastle: Instituto de Ingenieros de Minas del Norte de Inglaterra, 1855)
- Wood, Nicholas (1860) Sobre lámparas de seguridad en minas de carbón (Newcastle: Instituto de Ingenieros de Minas del Norte de Inglaterra, 1860)

## Lecturas relacionadas
- Wood, Nicholas "On safety lamps for lighting coal mines" Transactions, North of England Institute of Mining and Mechanical Engineers, 1 1852-3, 301–322. Retrieved 28 October 2013.
- Nicholas Wood Grace's Guide. Retrieved 28 October 2013.

- Datos: Q1985034
- Multimedia: Nicholas Wood / Q1985034